# 多花亚菊
多花亚菊（学名：Ajania myriantha）为菊科亚菊属的植物，是中国的特有植物。分布在中国大陆的青海、甘肃、四川、云南、西藏等地，生长于海拔2,250米至3,600米的地区，见于山坡或河谷，目前尚未由人工引种栽培。

## 别名
千花亚菊（中国高等植物图鉴）